# Nygellus clavatus
Nygellus clavatus är en rundmaskart. Nygellus clavatus ingår i släktet Nygellus och familjen Nygolaimidae. Inga underarter finns listade i Catalogue of Life.